# Bogdanów (województwo łódzkie)
Bogdanów – wieś w Polsce położona w województwie łódzkim, w powiecie piotrkowskim, w gminie Wola Krzysztoporska.
Pierwsza pisana wzmianka o Bogdanowie pochodzi z 1386 i we wsi istniał już wtedy pierwszy kościół pod wezwaniem Przenajświętszej Trójcy. W XVI wieku Bogdanów, jako wieś szlachecka, był własnością kasztelana poznańskiego Łukasza Górki.
W 1541 staraniem Piotra Krzysztoporskiego odrestaurowano i powiększono świątynię. W 1590 obiekt odbudowany po pożarze przez rodzinę Krzysztoporskich.
Przed 1570 roku Jan Krzysztoporski przekazał kościół kalwinistom na zbór kalwiński a siedziba parafii rzymskokatolickiej na kilkanaście lat została przeniesiona do pobliskich Postękalic.  Kościół pozostawał w rękach kalwinistów do co najmniej 1616 roku. Okoliczności przejęcia kościoła przez katolików nie są znane; są wzmianki o tym, że nabożeństwa kalwińskie odbywały się w rezydencji Krzysztoporskich do „Potopu”, a kalwińskich członków rodu chowano w kościele do lat 30 XVII wieku.  W latach 1912–1914 z powodu złego stanu technicznego rozebrano dotychczasowy kościół i na jego miejscu w latach 1914–1924 zbudowano obecny murowany gmach.
Pierwsza szkoła elementarna powstała w Bogdanowie w XIX wieku. Początkowo zajęcia odbywały się w drewnianym budynku, dopiero w 1903 oddano do użytku budynek murowany. W 2004 Szkoła Podstawowa w Bogdanowie przeprowadziła się do nowej siedziby.
W latach 1954–1972 wieś należała i była siedzibą władz gromady Bogdanów.
W miejscowości ma swoją siedzibę katolicka Parafia pw. Trójcy Przenajświętszej (archidiecezja częstochowska).